# 具滋哲
具 滋哲（ク・ジャチョル、朝: 구자철、1989年2月27日 - ）は、大韓民国・忠州市出身の元サッカー選手。元韓国代表。ポジションはミッドフィールダー。

## 経歴
父親の故郷、忠清南道論山市で生まれ、幼少期は忠清北道忠州市で育った。父親は大韓民国空軍の軍人のため、転勤を繰り返した。忠州中央小学校、清州大成中学校、ソウル輔仁高等学校、全州大学校卒。

### クラブ
輔仁高等学校卒業後、2007年に18歳で済州ユナイテッドFCでデビュー。1年目から16試合に出場し1得点をあげると、2009年にはレギュラーに定着した。2010年1月にはプレミアリーグのブラックバーン・ローヴァーズFCのトライアルに参加したが、移籍することはなかった。2011年1月、FIFAが発表した2011年期待の若手13人の1人に選ばれた。
アジアカップ2011終了後の2011年1月31日、ドイツ・ブンデスリーガのVfLヴォルフスブルクへ移籍金200万ユーロ、3年半の契約で移籍した。しかしその後スイススーパーリーグのBSCヤングボーイズがアジアカップ開幕前に既に契約合意に至っていたと主張し、FIFAが調査に乗り出した。
2012年1月の移籍市場でFCアウクスブルクへのシーズン終了までのローン移籍が決まった。2012-13シーズン終了後、ヴォルフスブルクへ復帰。
2014年1月18日、ヴォルフスブルクがケヴィン・デ・ブライネを獲得したため、2年越しで求愛されていた1.FSVマインツ05に移籍した。ちなみにク・ジャチョルの移籍金は500万ユーロとされており、マインツの歴代最高移籍金額である。2013年にはク・ジャチョルの獲得に失敗したため、代わりに150万ユーロで岡崎慎司に加えパク・チュホを獲得した経緯があった。2015年8月31日、FCアウクスブルクに移籍した。2019年8月2日、カタール・スターズリーグのアル・ガラファ に移籍。2021年7月23日、契約満了でアル・ガラファ退団が発表された。2021年8月14日、アル・ホールSC加入が発表された。2022年2月22日、古巣の済州ユナイテッドFCへの加入合意が発表。11年ぶりのKリーグ復帰となった。
2024年12月11日、済州ユナイテッドを通して現役引退の意向を表明。2025年1月14日に引退会見が行われ、済州ユナイテッド改め済州SK FCのアカデミーアドバイザーに就任することが発表された。

### 代表
各年代の代表に選出され、2008年2月17日の東アジアサッカー選手権の中国戦でA代表デビューを果たした。18歳11ヶ月での代表デビューは、韓国史上8番目の若さとなった。2009年には2009 FIFA U-20ワールドカップに中心メンバーとして挑み、ベスト8進出に貢献した。2010年1月9日のザンビアとの親善試合で代表初得点を記録。2010 FIFAワールドカップでは予備登録メンバーとなり、本大会出場はならなかった。
AFCアジアカップ2011では代表メンバーに選出され、グループリーグ初戦のバーレーン戦ではトップ下で起用されると自身初の2得点を挙げ、勝利に貢献した。日本戦はPK戦までもつれ、具滋哲が韓国の最初のキッカーとなったが、日本のGK川島永嗣の好セーブに阻まれ、試合も日本に敗北した。それでも3位決定戦のウズベキスタン戦では得点を決め、5得点で大会得点王を獲得した。
ロンドンオリンピックでは、3位決定戦の対日本戦で勝利を決定付けるゴールを決めている。
2013年6月、負傷もあり2014年ワールドカップ・アジア予選の韓国代表には招集されなかった。2014 FIFAワールドカップの韓国代表に選ばれ3試合に出場、アルジェリア戦でゴールを決めた。
2019年1月、韓国代表を引退した。

## 人物
元々は守備的ミッドフィールダーだったが、韓国代表監督の趙広来の下ではサプライズ的にトップ下で起用されていた。韓国代表前主将の朴智星は「テクニックがあり、前のポジションでも問題ない」と評している。トップ下の選手としては比較的身長があり、ドリブルを持ち味とする。代表などではボランチで起用されることもあり、ウイングもこなせる。
マンチェスター・ユナイテッドFCのファンであり、同チームのダレン・フレッチャーを目標の選手としている。父親は空軍の下士官であるため、自身の兵役は免除となったものの、2012年に空軍広報大使に委嘱された。
2013年6月23日、済州島出身の1歳年上の一般女性と結婚した。

## 個人成績
| 国内大会個人成績 | 国内大会個人成績 | 国内大会個人成績 | 国内大会個人成績 | 国内大会個人成績 | 国内大会個人成績 | 国内大会個人成績 | 国内大会個人成績 | 国内大会個人成績 | 国内大会個人成績 | 国内大会個人成績 | 国内大会個人成績 |
| 年度             | クラブ           | 背番号           | リーグ           | リーグ戦         | リーグ戦         | リーグ杯         | リーグ杯         | オープン杯       | オープン杯       | 期間通算         | 期間通算         |
| 年度             | クラブ           | 背番号           | リーグ           | 出場             | 得点             | 出場             | 得点             | 出場             | 得点             | 出場             | 得点             |
| 韓国             | 韓国             | 韓国             | 韓国             | リーグ戦         | リーグ戦         | リーグ杯         | リーグ杯         | FA杯             | FA杯             | 期間通算         | 期間通算         |
| ---------------- | ---------------- | ---------------- | ---------------- | ---------------- | ---------------- | ---------------- | ---------------- | ---------------- | ---------------- | ---------------- | ---------------- |
| 2007             | 済州             |                  | Kリーグ          | 10               | 1                | 6                | 0                | 1                | 0                | 17               | 1                |
| 2008             | 済州             | 9                | Kリーグ          | 0                | 5                | 0                | 0                | 0                | 14               | 0                |                  |
| 2009             | 済州             | 22               | Kリーグ          | 1                | 6                | 1                | 2                | 1                | 30               | 3                |                  |
| 2010             | 済州             | 29               | Kリーグ          | 5                | 1                | 0                | 4                | 0                | 34               | 5                |                  |
| ドイツ           | ドイツ           | ドイツ           | ドイツ           | リーグ戦         | リーグ戦         | リーグ杯         | リーグ杯         | DFBポカール      | DFBポカール      | 期間通算         | 期間通算         |
| 2010-11          | ヴォルフスブルク |                  | ブンデス1部      | 10               | 0                | -                | -                | 0                | 0                | 10               | 0                |
| 2011-12          | ヴォルフスブルク | 12               | ブンデス1部      | 0                | -                | -                | 0                | 0                | 12               | 0                |                  |
| 2011-12          | アウクスブルク   |                  | ブンデス1部      | 15               | 5                | -                | -                | 0                | 0                | 15               | 5                |
| 2012-13          | アウクスブルク   | 21               | ブンデス1部      | 3                | -                | -                | 1                | 0                | 22               | 3                |                  |
| 2013-14          | ヴォルフスブルク |                  | ブンデス1部      | 10               | 0                | -                | -                | 2                | 0                | 12               | 0                |
| 2013-14          | マインツ         |                  | ブンデス1部      | 14               | 1                | -                | -                | 0                | 0                | 14               | 1                |
| 2014-15          | マインツ         | 13               | ブンデス1部      | 23               | 5                | -                | -                | 1                | 1                | 24               | 6                |
| 2015-16          | マインツ         |                  | ブンデス1部      | 2                | 0                | 0                | 0                | 0                | 0                | 2                | 0                |
| 2015-16          | アウクスブルク   | 19               | ブンデス1部      | 27               | 8                | 0                | 0                | 1                | 0                | 28               | 8                |
| 通算             | 韓国             | 韓国             | Kリーグ          | 70               | 7                | 18               | 1                | 7                | 1                | 95               | 9                |
| 通算             | ドイツ           | ドイツ           | ブンデス1部      | 130              | 22               | -                | -                | 5                | 1\|\|\|135\|\|23 |                  |                  |
| 総通算           | 総通算           | 総通算           | 総通算           | 200              | 29               | 18               | 1                | 12               | 2                | 230              | 32               |

| 国際大会個人成績 | 国際大会個人成績 | 国際大会個人成績 | 国際大会個人成績 | 国際大会個人成績 |
| 年度             | クラブ           | 背番号           | 出場             | 得点             |
| UEFA             | UEFA             | UEFA             | UEFA EL          | UEFA EL          |
| ---------------- | ---------------- | ---------------- | ---------------- | ---------------- |
| 2014-15          | マインツ         | 13               | 2                | 1                |
| 通算             | UEFA             | UEFA             | 2                | 1                |

## 代表歴

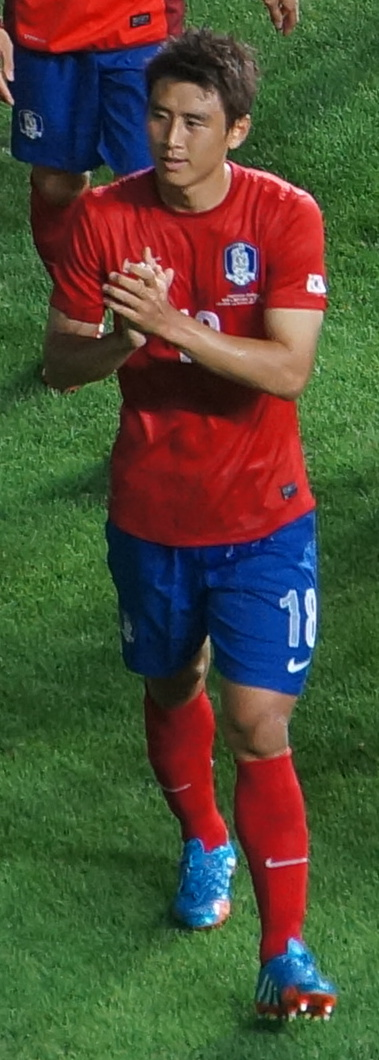
韓国代表での具滋哲 (2013年)

### 出場大会
- U-23韓国代表
  - 2012年 - ロンドンオリンピック
- 韓国代表
  - 2008年 - 東アジアサッカー選手権
  - 2011年 - AFCアジアカップ2011
  - 2014年 - 2014 FIFAワールドカップ
  - 2015年 - AFCアジアカップ2015
  - 2018年 - 2018 FIFAワールドカップ

### 試合数
- 国際Aマッチ 78試合 20得点（2008年-2019年）[20]

| 韓国代表 | 国際Aマッチ | 国際Aマッチ |
| 年       | 出場        | 得点        |
| -------- | ----------- | ----------- |
| 2008     | 2           | 0           |
| 2010     | 8           | 2           |
| 2011     | 16          | 7           |
| 2012     | 3           | 1           |
| 2013     | 6           | 2           |
| 2014     | 8           | 1           |
| 2015     | 9           | 4           |
| 2016     | 7           | 2           |
| 2017     | 8           | 1           |
| 2018     | 7           | 0           |
| 2019     | 4           | 0           |
| 通算     | 78          | 20          |

### 得点
| #   | 開催年月日     | 開催地           | スタジアム                                         | 対戦国         | スコア | 結果 | 試合概要                               |
| --- | -------------- | ---------------- | -------------------------------------------------- | -------------- | ------ | ---- | -------------------------------------- |
| 1.  | 2010年1月9日   | ヨハネスブルク   | ランド・スタジアム                                 | ザンビア       | 2-4    | 2-4  | 親善試合                               |
| 2.  | 2010年2月7日   | 東京             | 国立競技場                                         | 香港           | 2-0    | 5-0  | 東アジアサッカー選手権2010             |
| 3.  | 2011年1月10日  | ドーハ           | アル・ガラファ・スタジアム                         | バーレーン     | 1-0    | 2-1  | AFCアジアカップ2011                    |
| 4.  | 2011年1月10日  | ドーハ           | アル・ガラファ・スタジアム                         | バーレーン     | 2-1    | 2-1  | AFCアジアカップ2011                    |
| 5.  | 2011年1月14日  | ドーハ           | アル・ガラファ・スタジアム                         | オーストラリア | 1-0    | 1-1  | AFCアジアカップ2011                    |
| 6.  | 2011年1月18日  | ドーハ           | アル・ガラファ・スタジアム                         | インド         | 2-1    | 4-1  | AFCアジアカップ2011                    |
| 7.  | 2011年1月28日  | ドーハ           | ジャシム・ビン・ハマド・スタジアム                 | ウズベキスタン | 1‐0    | 3-2  | AFCアジアカップ2011                    |
| 8.  | 2011年6月7日   | 全州             | 全州ワールドカップ競技場                           | ガーナ         | 2-1    | 2-1  | 親善試合                               |
| 9.  | 2011年11月15日 | ベイルート       | カミール・シャムーン・スポーツ・シティ・スタジアム | レバノン       | 1-1    | 2-1  | 2014 FIFAワールドカップ・アジア3次予選 |
| 10. | 2012年6月12日  | 高陽             | 高陽総合運動場                                     | レバノン       | 3-0    | 3-0  | 2014 FIFAワールドカップ・アジア4次予選 |
| 11. | 2013年9月6日   | 仁川             | 仁川サッカー競技場                                 | ハイチ         | 2-1    | 4-1  | 親善試合                               |
| 12. | 2013年10月15日 | 天安市           | 天安スタジアム                                     | マリ           | 1-1    | 3-1  | 親善試合                               |
| 13. | 2014年6月22日  | ポルト・アレグレ | エスタジオ・ベイラ＝リオ                           | アルジェリア   | 2-4    | 2-4  | 2014 FIFAワールドカップ                |
| 14. | 2015年3月27日  | 大田             | 大田ワールドカップ競技場                           | ウズベキスタン | 1-0    | 1-1  | 親善試合                               |
| 15. | 2015年10月8日  | クウェート市     | アル・クウェート・スポーツ・クラブ・スタジアム     | クウェート     | 1-0    | 1-0  | 2018 FIFAワールドカップ・アジア2次予選 |
| 16. | 2015年11月12日 | 水原市           | 水原ワールドカップ競技場                           | ミャンマー     | 2-0    | 2-0  | 2018 FIFAワールドカップ・アジア2次予選 |
| 17. | 2016年9月1日   | ソウル           | ソウルワールドカップ競技場                         | 中国           | 3-0    | 3-2  | 2018 FIFAワールドカップ・アジア3次予選 |
| 18. | 2016年11月15日 | ソウル           | ソウルワールドカップ競技場                         | ウズベキスタン | 2-1    | 2-1  | 2018 FIFAワールドカップ・アジア3次予選 |
| 19. | 2017年11月14日 | 蔚山             | 蔚山文殊サッカー競技場                             | セルビア       | 1-1    | 1-1  | 親善試合                               |

## タイトル

### 代表
- ロンドンオリンピック銅メダル

### 個人
- 2010年 Kリーグベストイレブン
- 2010年 Kリーグアシスト王（11アシスト）
- 2011年 AFCアジアカップ2011得点王（5得点）